# Astroceras compar
Astroceras compar är en ormstjärneart som beskrevs av Jean Baptiste François René Koehler 1904. Astroceras compar ingår i släktet Astroceras och familjen Euryalidae. Inga underarter finns listade i Catalogue of Life.